# Jocquestus capensis
Espèce
Jocquestus capensis est une espèce d'araignées aranéomorphes de la famille des Trachelidae.

## Distribution
Cette espèce est endémique du Cap-Occidental en Afrique du Sud,. Elle se rencontre vers De Hoop.

## Description
Les mâles mesurent de 2,45 à 2,90 mm et les femelles de 2,60 à 3,30 mm.

## Étymologie
Son nom d'espèce, composé de cap et du suffixe latin -ensis, « qui vit dans, qui habite », lui a été donné en référence au lieu de sa découverte, le Cap-Occidental.

## Publication originale
- Lyle & Haddad, 2018 : Jocquestus, a new genus of trachelid sac spiders from the Afrotropical Region (Arachnida: Araneae). Zootaxa, no 4471(2), p. 309-333.